# Kształcenie zawodowe
Kształcenie zawodowe – proces, którego celem jest przekazanie uczniom określonego zasobu wiedzy i umiejętności z zakresu przemysłu, rolnictwa i hodowli oraz szeroko rozumianych usług. Proces ten obejmuje przekazanie określonego zasobu wiedzy ogólnej oraz specjalistycznych umiejętności teoretycznych i praktycznych, których opanowanie uprawnia uczniów do wykonywania wybranego zawodu.
Rezultatem kształcenia zawodowego jest wykształcenie zawodowe uzyskane w określonej specjalności.
W większości państw świata kształcenie zawodowe realizowane jest w ramach powszechnego systemu oświatowego, którego częścią jest system szkolny definiowany jako układ powiązanych ze sobą placówek szkolnych różnego typu i szczebla o określonej strukturze organizacyjnej i programowej.
Kształcenie zawodowe realizowane jest w ramach szkoły typu zawodowego, czyli szkoły zawodowej.